# Ipomoea sultani
Ipomoea sultani är en vindeväxtart som beskrevs av Emilio Chiovenda. Ipomoea sultani ingår i släktet praktvindor, och familjen vindeväxter. Inga underarter finns listade i Catalogue of Life.